# Perlee

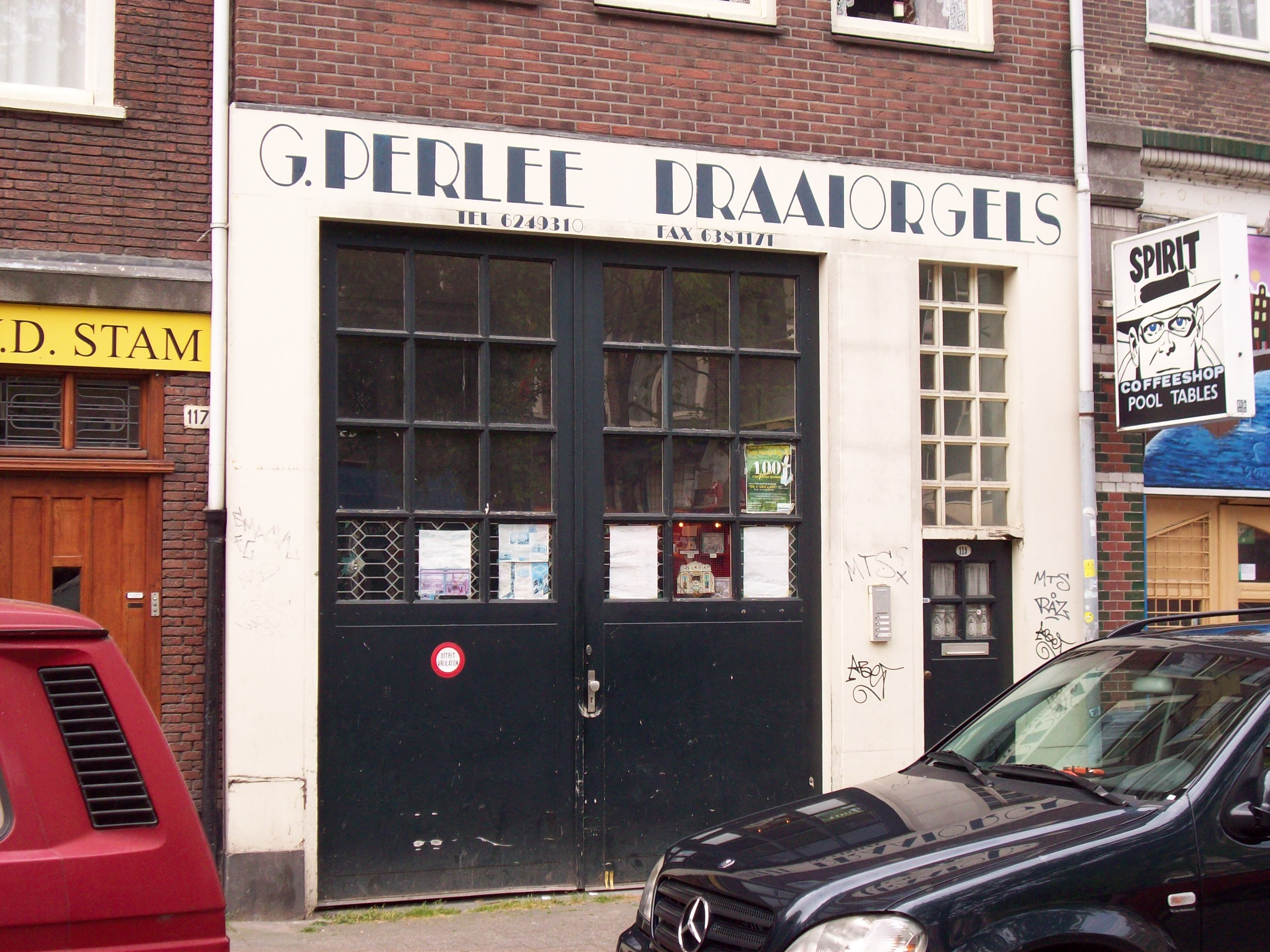
De werkplaats van Perlee, aan de Westerstraat in Amsterdam

De familie Perlee is een van de bekendste (en tevens oudste) draaiorgelfamilies van Nederland en komt uit Amsterdam. Het bedrijf van de familie is gevestigd in de Westerstraat in de Jordaan.

## Geschiedenis
In 1875 begon de Belg Leon Warnies met een draaiorgelbedrijf in Amsterdam. Warnies verhuurde in het begin voornamelijk cilinderorgels. Later werd overgestapt op draaiorgels en begon men ook orgels te bouwen en repareren.
In 1932 werd het bedrijf voortgezet door de familie Perlee, die zich op de Westerstraat 119 in Amsterdam vestigde. Daar is het tegenwoordig nog steeds te vinden.
De werkplaats van het bedrijf doet tevens dienst als G. Perlee Draaiorgelmuseum en is op afspraak te bezoeken. Daar is te zien hoe men de orgels repareert en beschildert en hoe de orgelboeken worden gekapt. Dit alles is geen show, maar nog steeds dagelijkse werk.
In 2008 verkocht de firma Perlee de twaalf historische orgels die zij bezat aan het Museum Speelklok te Utrecht onder de voorwaarde dat Perlee de orgels restaureerde en erover kon beschikken.

## Bekende orgels van Perlee
Hieronder enkele orgels die eigendom zijn van Perlee, of die vroeger eigendom waren. Sommige orgels zijn tegenwoordig in het bezit van musea.
- Draaiorgel de Arabier
- Draaiorgel de Cello
- Draaiorgel de Puntkap
- Draaiorgel de Pod
- Draaiorgel de Drie Pruiken
- Draaiorgel de Hindenburg
- Draaiorgel het Snotneusje
- Draaiorgel de Brandweer

## Trivia
- De fronten van Perlee-orgels kenmerken zich door de vele geschilderde roosjes.